# Monica Roșu
Monica Roșu (Bacău, 11 mei 1987) is een voormalig turnster uit Roemenië. Ze vertegenwoordigde haar vaderland op de Olympische Zomerspelen 2004 in Athene. 
Door problemen met haar ruggenwervel miste Roșu de wereldkampioenschappen van 2005 en later dat jaar besloot ze te stoppen met de topsport.
Tegenwoordig is Roșu betrokken bij verschillende sportprojecten, presenteert ze televisieprogramma's en werkt ze samen met Roemeense sportzenders.

## Resultaten

### Olympische Zomerspelen
| Jaar | Plaats | Resultaten             |
| ---- | ------ | ---------------------- |
| 2004 | Athene | Team meerkamp · Sprong |

### Wereldkampioenschappen
| Jaar | Plaats  | Resultaten                |
| ---- | ------- | ------------------------- |
| 2003 | Anaheim | Team meerkamp · 4e Sprong |

### Europese kampioenschappen
| Jaar | Plaats    | Resultaten             |
| ---- | --------- | ---------------------- |
| 2004 | Amsterdam | Team meerkamp · Sprong |

### Top scores
Hoogst behaalde scores op mondiaal niveau (Olympische Spelen of Wereldkampioenschap finales).
| Onderdeel | Score | Wedstrijd                   | Locatie |
| --------- | ----- | --------------------------- | ------- |
| Sprong    | 9.656 | Olympische Zomerspelen 2004 | Athene  |